# Basic Color Terms: Their Universality and Evolution
Basic Color Terms: Their Universality and Evolution (1969 ; (ISBN 1-57586-162-3) ) est un ouvrage de Brent Berlin (en) et Paul Kay (en). Les auteurs y proposent que des termes de couleur de base d'une culture soient prévisibles selon le nombre de termes de couleur que possède cette culture. Toutes ont des termes pour noir/sombre et blanc/lumineux. Si une culture a trois termes de couleur, le troisième est rouge. Si une culture en a quatre, le quatrième est soit le jaune soit le vert.
Berlin et Kay proposent ainsi une répartition en sept niveaux, les langues allant du stade I n'ayant que les couleurs noir (sombre-froid) et blanc (clair-chaud) au stade VII avec huit termes de couleur de base ou plus. Cela inclut l'anglais, qui a onze termes de couleur de base. Selon la théorie des auteurs les langues acquièrent de nouveaux termes de base dans une séquence chronologique stricte : si un terme de base est trouvé dans une langue, alors les couleurs de tous les stades antérieurs doivent également être présentes. La séquence est la suivante :
- Stade I : sombre-froid et lumineux-chaud (cela couvre un ensemble de couleurs plus large que le « noir » et le « blanc » français ou le  « black » et  « white » anglais. )
- Stade II : rouge
- Stade III : vert ou jaune
- Stade IV : à la fois vert et jaune
- Stade V : bleu
- Stade VI : brun
- Stade VII : violet, rose, orange ou gris

Cet ouvrage a eu une large influence. Cependant, les contraintes dans l'ordre des termes de couleur ont été considérablement assouplies, à la fois par Berlin et Kay dans des publications ultérieures, et par divers critiques. Barbara Saunders a remis en question les méthodologies de collecte de données et les hypothèses culturelles qui sous-tendent la recherche, tout comme Stephen Levinson (en).